# Fiat Panda Classic
 (mai 2025).
Si vous disposez d'ouvrages ou d'articles de référence ou si vous connaissez des sites web de qualité traitant du thème abordé ici, merci de compléter l'article en donnant les références utiles à sa vérifiabilité et en les liant à la section « Notes et références ».
Fiat Panda III
Pour les articles homonymes, voir Fiat Panda.
Panda Classic est le nouveau nom donné depuis le 28 février 2024 à la Fiat Panda III sortie en 2011 afin de permettre au groupe Stellantis de commercialiser sous le nom de Fiat Grande Panda, produite en Serbie. C'est une petite citadine 4 ou 5 places développée par le constructeur automobile italien Fiat et produite depuis l'automne 2011 dans l'usine italienne de Pomigliano d'Arco, près de Naples. Elle existe en deux versions : City et Pandina.
Cette troisième génération de la Fiat Panda née en 1980 continuera à être commercialisée jusqu'en 2026, parallèlement à la Fiat Grande Panda, avant d'être remplacée par une nouvelle génération. Le volume de vente reste très important avec 125 000 ventes en Europe en 2023 ce qui en fait la 25e voiture la plus vendue toutes catégories confondues.

## Présentation

### Histoire
La Panda a été conçue, à la demande en 1976 du président de Fiat Carlo De Benedetti, par Giorgetto Giugiaro, ancien designer de Fiat qui avait conçu la Fiat Dino, pris son indépendance, et qui venait de dessiner la Golf I (1974) pour Volkswagen. Il s'agissait de faire une interprétation italienne de la Renault 4L (sortie en 1962 et déjà vendue à 5 millions d'exemplaires): une voiture simple, robuste, capable de rouler sur des mauvais chemins, avec un large hayon carré presque vertical, facile à utiliser et à entretenir, qui s'appellera d'abord Rustica.
Son nom Panda est le diminutif de Empanada, déesse romaine de l’hospitalité et des voyageurs, et pas du tout celui du petit ours du même nom des montagnes de Chine qui était peu connu en Europe à cette époque. Elle mesurait 3,38 mètres, avec une capacité de cinq places, et son moteur 4 cylindres en ligne de 903 cm³ de 45ch était repris de la Fiat 127.
En 1983, Fiat a sorti la version 4 roues motrices, dessinée par l'autrichien Steyr Puch, qui n'aura aucun concurrent chez les constructeurs européens. Ce dernier fera aussi la conception de la Panda Elettra, commercialisée en 1990, qui est la première automobile électrique de série au monde. Son moteur de 9,2 kW de puissance alimenté par douze batteries en courant continu de 6 volts rechargeables sur une prise de secteur avait une autonomie de 100 km.
Sortie en février 1980, la Panda a été commercialisée pendant 23 ans et vendue à 4,5 millions d'exemplaires avant que Fiat ne propose un nouveau modèle qui remplace simultanément la Panda et la Fiat Seicento. D'une conception nouvelle, le  "projet 169" s'est d'abord appelé Gingo, mais ce nom a dû être abandonné à cause de sa ressemblance avec celui de la Twingo, pour reprendre en 2003 celui de sa devancière et devenir la Fiat Panda II. Le design est dû à Giuliano Biasio de chez Bertone, sa carrosserie surélevée s'inspire du design du monospace de la Multipla dont le designer Roberto Giolito a participé à la conception de la Panda II. Elle avait été préfigurée au Salon de l'automobile de Bologne 2002 sous la forme d'un concept car dénommé Fiat Simba (dont le design sera repris sans modification majeure quatre ans plus tard sur la Fiat Panda Cross et inspirera celui de la Panda III, notamment la City Cross).
À cette occasion, Fiat a décidé de relocaliser la production des Panda qui se faisait en Pologne dans son usine de Tychy, en Italie dans l'usine Gambattista Vico Pomigliano d'Alfa Romeo près de Naples, laquelle était dédiée depuis toujours aux modèles de cette marque. Le constructeur a lancé un référendum auprès des salariés pour savoir s'ils étaient disposés à modifier leur contrat de travail afin de monter la production à un niveau de 350 000 exemplaires. Faute d'accord, Fiat se réservait la possibilité de maintenir la production des nouvelles Panda en Pologne. En 2008, la production a été suspendue pendant quatre mois pour remplacer tout l'outillage et assurer la formation du personnel aux nouvelles méthodes de production. Afin d'accueillir les lignes de production de ce nouveau modèle, la production des modèles Alfa Romeo 147 et Alfa Romeo GT a été arrêtée en août 2010, celle de l'Alfa Romeo Giulietta se fait dans l'usine de Cassino, avec les Fiat Croma II, Fiat Bravo II et Lancia Delta.
Sur l'île italienne de Pantelleria, au large de la Sicile, plus de 80% des automobiles en circulation sont des Fiat Panda, c'est la plus grande densité du monde.

### Panda III
La Panda de troisième génération est une modernisation de celle de deuxième génération. Son projet a d'abord été étudié avec le cabinet de design italien ItalDesign de Giorgetto Giugiaro, concepteur en 1976 de la première Panda, mais qui a vendu son entreprise au groupe Volkswagen en 2010. Cet évènement imprévu a bouleversé les plans de Fiat qui a dû reprendre en interne le projet afin de préserver les secrets de conception. C'est le Centro Stile Fiat dirigé par Roberto Giolito qui avait déjà participé au design de la Panda II et qui a finalement conçu et industrialisé la nouvelle Panda III. Malgré ce contre-temps et le climat économique morose de l'époque, le report de la commercialisation du nouveau modèle n'aura été que de quelques mois, au début 2012.

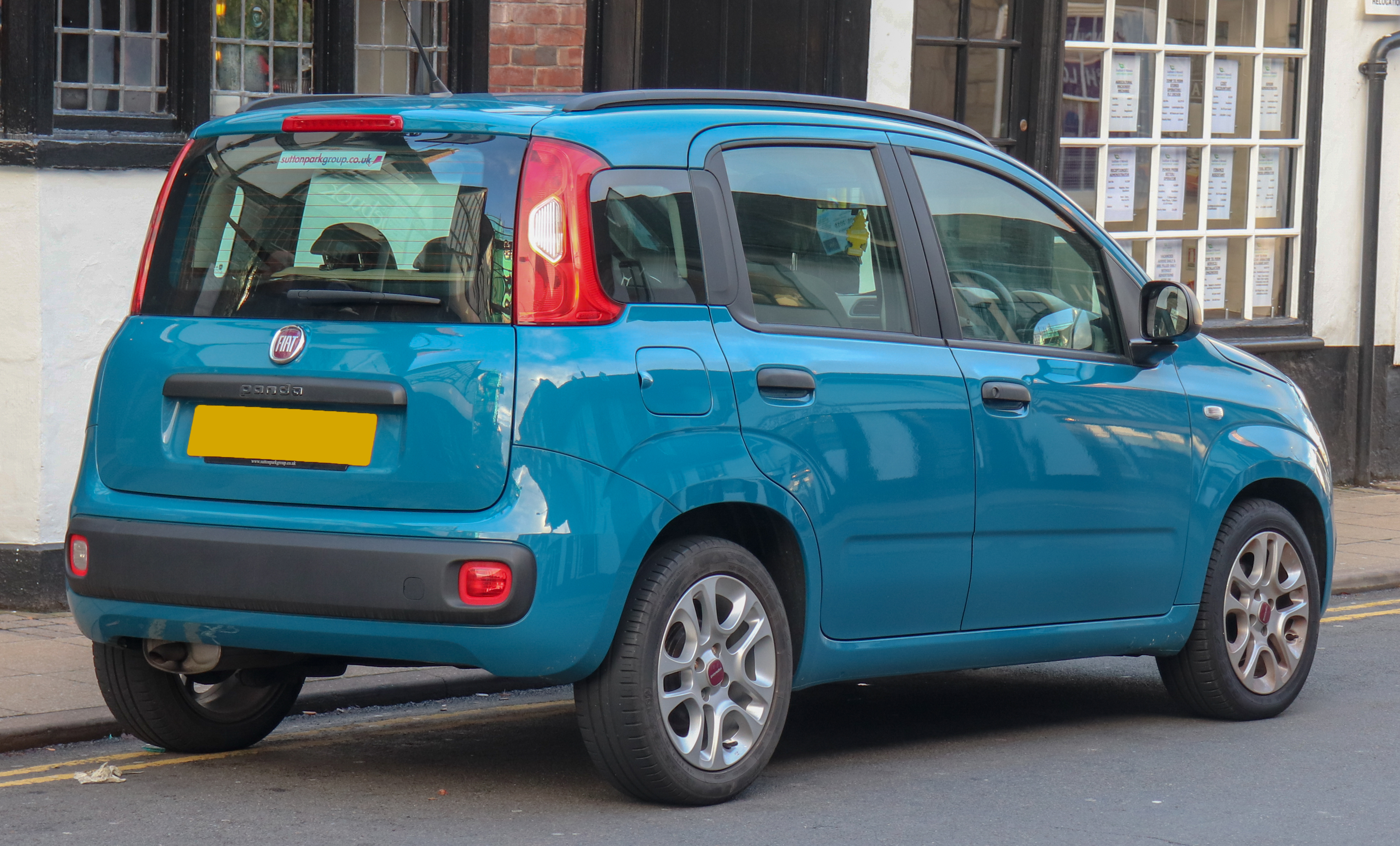
Fiat Panda III avec son hayon presque carré et vertical

Cette Panda III a donc été présentée au Salon de l'automobile de Francfort en septembre 2011 et est commercialisée depuis début janvier 2012.
La nouvelle Panda est construite sur la plate-forme réétudiée de la Fiat 500 II, dans sa version américaine lancée en 2011.

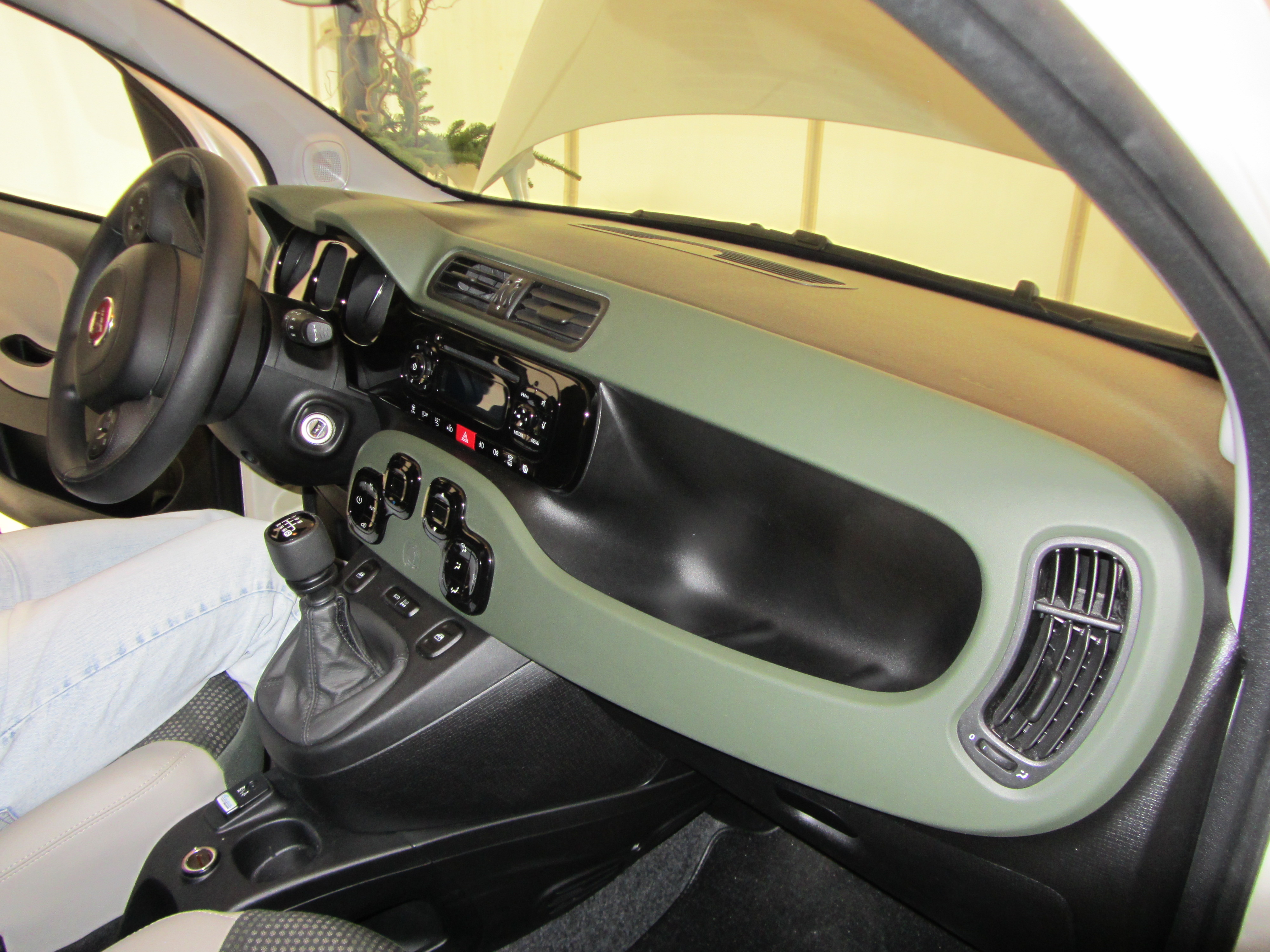
Tableau de bord avec son grand vide-poche

Plusieurs concepts de la première génération sont conservés comme la planche de bord avec un grand espace de rangement ouvert devant le passager.
Elle est proposée avec trois motorisations: soit le moteur Fiat FIRE essence de 4 cylindres en ligne de 1 242 cm3 développant ses 69 ch dans ses versions essence, soit un nouveau moteur essence 2 cylindres de la gamme TwinAir de 964 cm3 de cylindrée développant 65 ch sans turbo (atmosphérique) déjà monté sur les Fiat 500 II, soit encore du moteur diesel de 4 cylindres Multijet II de 1 248 cm3 développant 75 ch ou 95 ch pour la version 4x4.
Les deux moteurs essence ont une variante bifuel - essence/gaz méthane ou GPL - qui seront proposées ultérieurement.
Son poids augmente de 12 % (840 à 940 kg) entre la 2e et la 3e génération, notamment car ses dimensions augmentent: la longueur de 11 cm, la largeur de 5 cm et la hauteur de 1,0 cm.

### Pandina
Le 29 février 2024 (en mémoire du 29 février 1980, date de présentation de la Panda originelle), Fiat présente la Pandina, version baroudeuse de la Panda basée sur la précédente Panda Cross.
Pandina devient le nouveau nom de la PandaCross de troisième génération qui doit céder l'appellation Panda au futur modèle hybride / électrique, une variante de la Citroën C3 de 4e génération produite en Serbie, et qui doit être commercialisée sous le nom de Fiat Grande Panda par le groupe Stellantis à partir du 11 juillet 2024. Proposé comme successeur de la Panda, la Grande Panda n'appartient plus à la catégorie des petites citadines. C'est un véhicule plus grand, plus haut, plus lourd et beaucoup plus cher, sans aucun rapport avec la tradition Fiat, développé par Stellantis sur une version simplifiée de la Plate-forme PSA CMP et  produit dans l'usine Fiat en Serbie.
La Pandina 2024 se distingue par sa peinture bicolore (Blanc Gelato, Noir Cinéma, Rouge Passion ou Bleu Italia) à toit noir et quelques touches de jaune Positano ainsi que la finition blanche du tableau de bord. Le nom Pandina est apposé sur les côtés de la voiture, sur son feu de stop central arrière et sur les sièges avant, et une tête de panda est dessinée sur les passages de roues.
À l'intérieur, la Pandina, comme la version City, reçoit un compteur numérique de 7 pouces et un nouvel écran pour son système d'info-divertissement. Surtout, la Pandina est une mise à jour de sécurité pour que le véhicule puisse répondre aux nouvelles réglementations européennes GSR2 (système avancé de freinage d'urgence, assistance au maintien de la trajectoire ...), en vigueur à partir de l'été 2024.
Les volumes de vente de cette troisième génération de la Fiat Panda restent importants avec 125 000 exemplaires en Europe en 2023, ce qui en fait la 25e voiture la plus vendue toutes catégories confondues.
La Panda III continue à être produite en Italie et commercialisée dans le monde sous ce nouveau nom de Panda Classic au moins jusqu'en 2029, parallèlement à la Grande Panda, mais sur le continent européen le groupe Stellantis a décidé de la restreindre à dix pays (France, Italie, Pologne, Allemagne, Autriche, Suisse, Belgique, Pays-Bas, Espagne, Portugal).
Il existe d'autres exemples de modèles continués dans une ancienne version présentée comme classique ou basique comme la Renault Clio II Campus, la Peugeot 206+ ou chez Fiat la Fiat Panda (ex II) Classic ou la Punto (ex II) Cult.

## Versions

### Cross et City Cross
La version 4x4 de la Panda III, dite Panda Cross, a été lancée en milieu d'année 2012, avec la nouvelle boîte robotisée Dualogic de Magneti-Marelli.
En 2017, Fiat présente la Panda City Cross, qui est une deux roues motrices avec la carrosserie de la Panda Cross, et la Panda Wild 4x4 qui est une Panda quatre roues motrices avec une carrosserie plus proche de la Panda standard.
La Panda City Cross se distingue de la Panda Cross 4x4 par un entourage noir des feux et de la calandre qui rejoint les bas de caisse, des inserts sur les pare-chocs, des baguettes latérales couleur carrosserie, des coques de rétroviseurs, des barres de toits, des poignées de portes et des enjoliveurs spécifiques, tandis que la Panda Wild 4x4 adopte des jantes, des poignées de portes et des rétroviseurs noirs.
En octobre 2020, Fiat dévoile une Panda modernisée grâce à l'arrivée d'un écran tactile de 7 pouces à l'intérieur compatible avec Apple CarPlay et Android Auto. La gamme, elle, évolue aussi. La finition de base est désormais baptisée Life, puis vient la City Life, dotée de nouveaux boucliers alors qu'une inédite version Sport fait son apparition.
Quant aux versions Cross et City Cross, elles sont toujours de la partie, mais changent de dénomination sur le marché français. En effet, les deux modèles perdent le nom de Panda : la Fiat Panda City Cross devient Fiat City Cross, et la Fiat Panda Cross devient Fiat City Cross 4x4. Sur les autres marchés, ce changement d'appellation n'a pas lieu.
En mai 2022, la version Cross à 4 roues motrices cesse d'être produite, Fiat mettant fin à la fabrication de toutes les Panda à 4 roues motrices,,,. La Fiat City Cross (ou Fiat Panda City Cross hors de France) est renommée en fin d'année Fiat Panda Cross (soit le nom original de la version Cross à quatre roues motrices, bien qu'il désigne désormais une version à deux roues motrices).

### Trekking
De 2012 à 2016, Fiat propose la Panda Trekking, une Panda à deux roues motrices reprenant l'apparence de la Panda 4x4. Elle dispose d'un dispositif électronique freinant la roue ayant le moins d’adhérence pour transférer le couple sur l’autre roue, appelé  « Traction+ ».

### 4x4
Fin 2012, la Panda III retrouve sa version 4x4 aux réelles capacités tout-terrain. Elle est motorisée avec le bi-cylindres 0.9 TwinAir 85 ch (essence) et le 1.3 MultiJet 75 ch (diesel).
Fin 2014, Fiat redessine la carrosserie de la Panda 4x4 pour créer la version « Cross » qui se caractérise par une plus grande garde au sol, un bouclier avant et des protections autour, ainsi que des capacités tout-terrain améliorées. Cette version est disponible avec les mêmes motorisations que la version "normale" mais la version diesel voit sa puissance augmentée à 95 ch et la version essence dotée d'une transmission manuelle à 6 vitesses.

Tous les modèles à 4 roues motrices ne sont plus produits à partir de mai 2022 faute de composants, et retirés de la gamme, mais Fiat espérerait relancer le modèle début 2023,,,.

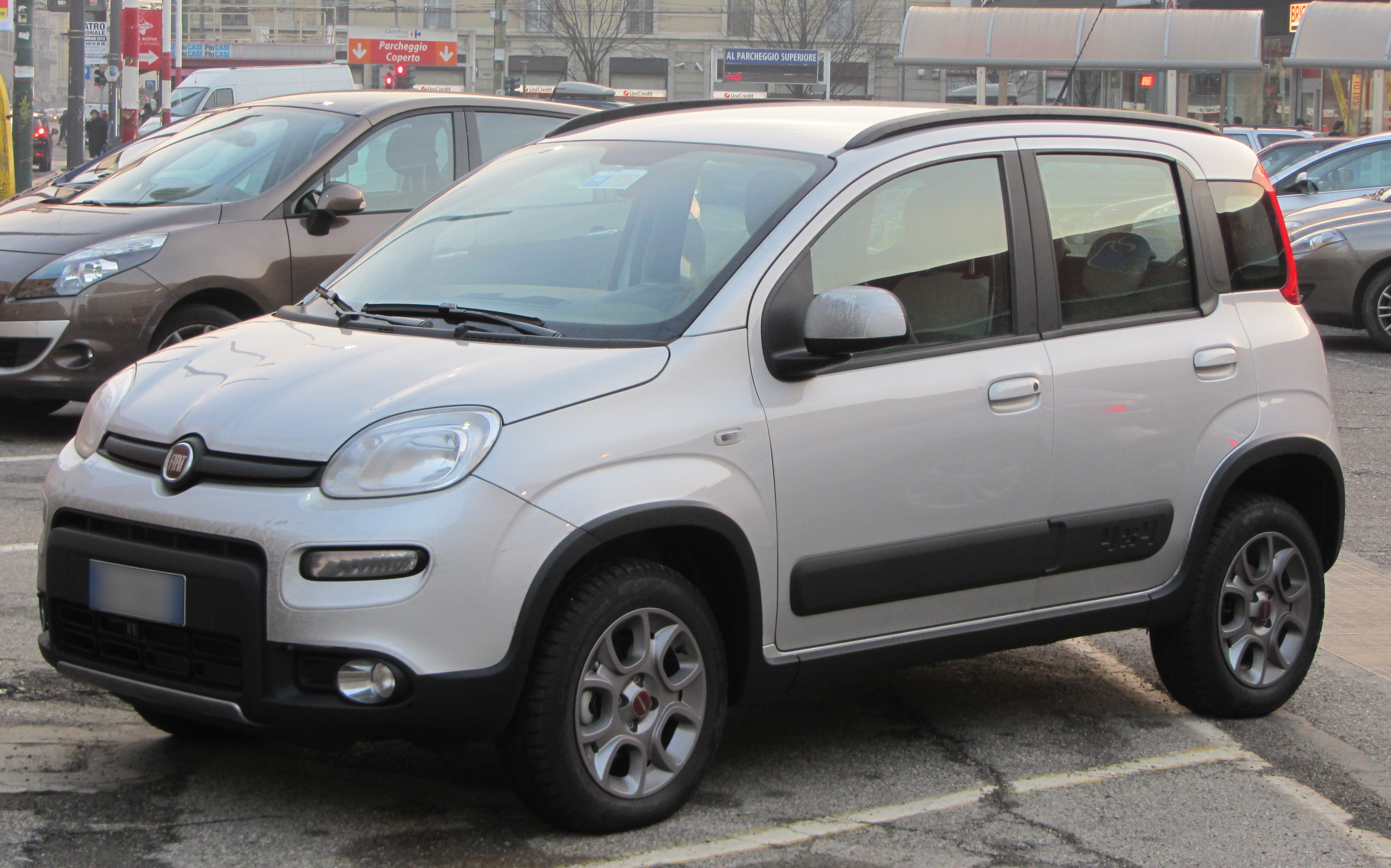
Fiat Panda III 4x4
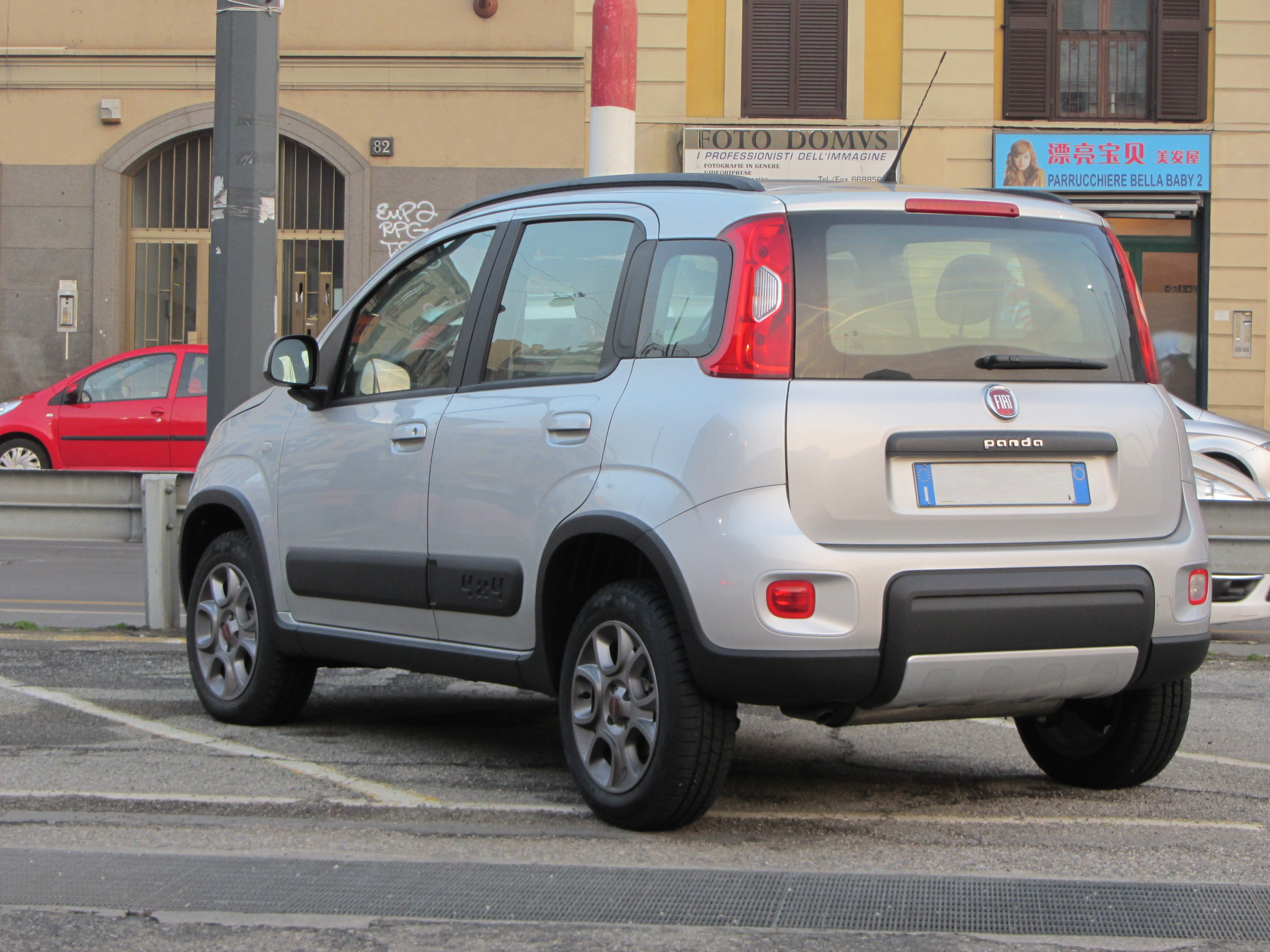
Fiat Panda III 4x4
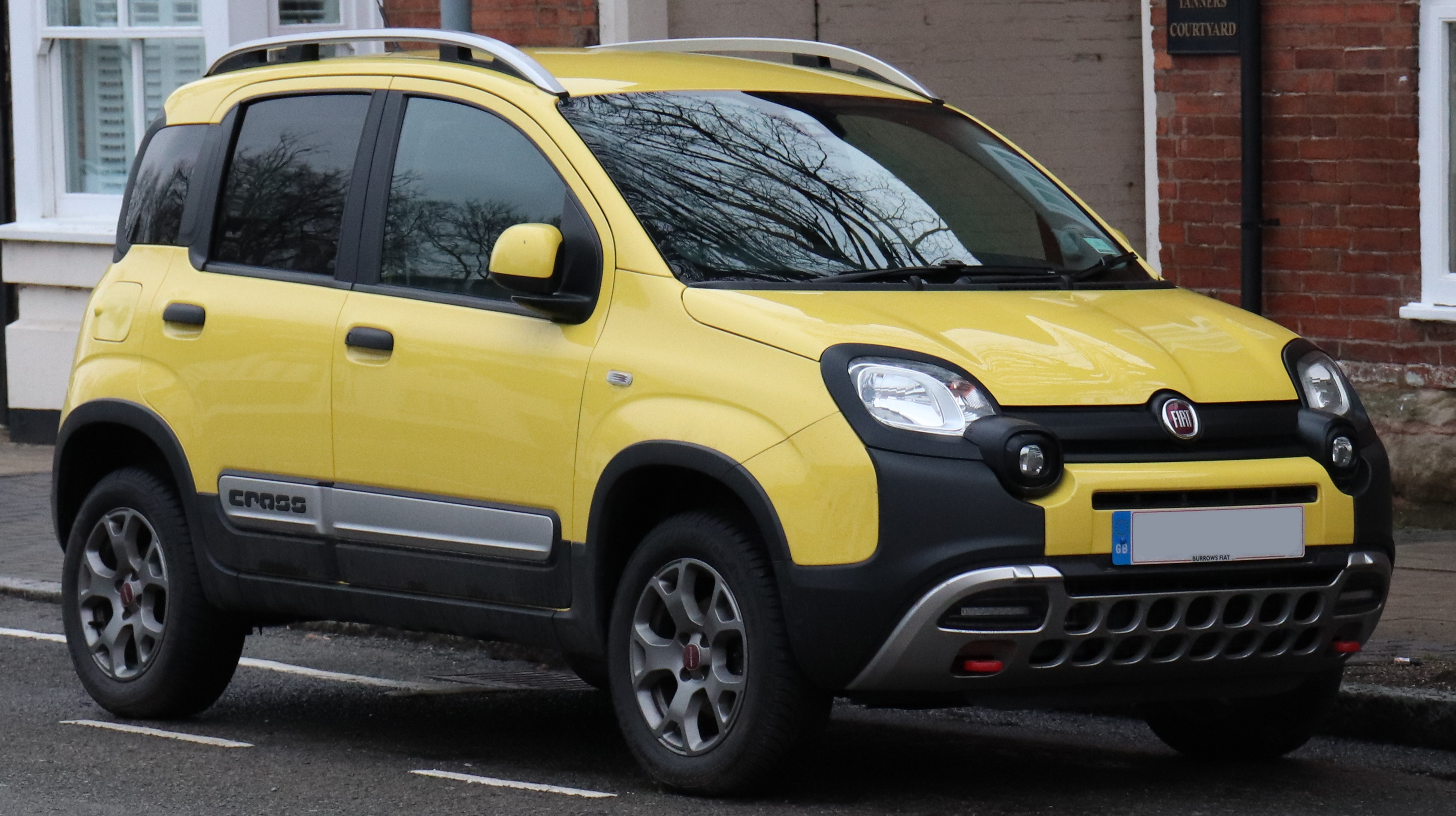
Fiat Panda III 4x4 Cross
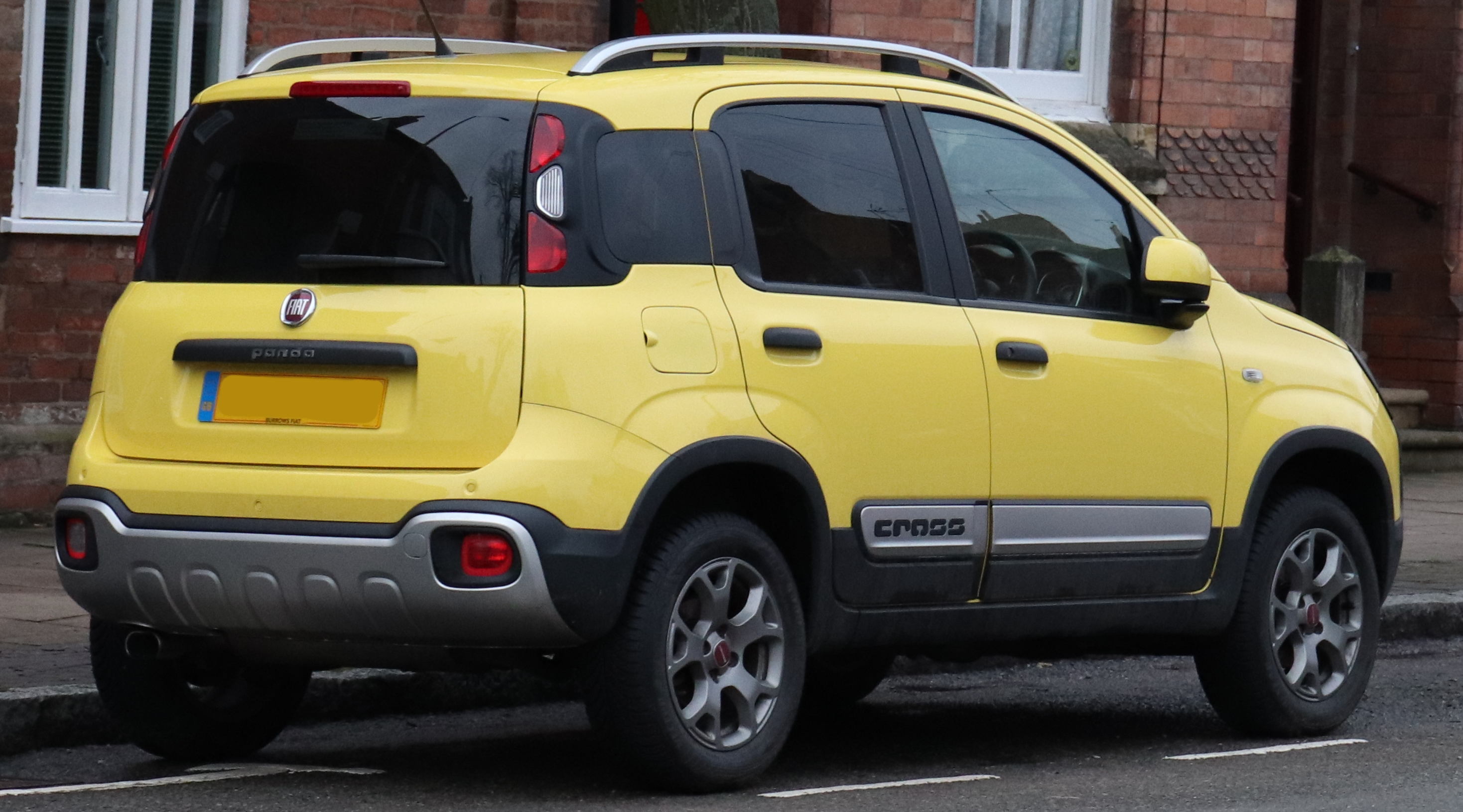
Fiat Panda III 4x4 Cross

### Hybrid
En février 2020, la version Hybrid est ajoutée à la gamme, offrant une motorisation hybride légère (mild hybrid). Ce moteur a remplacé le 4-cylindre FIRE 1.2 litre 69 ch dans toutes les finitions de la Panda.

## La gamme
La gamme de la Panda est composée des finitions suivantes [Où ?][Quand ?] :
- Life
- City Life
- Sport
- Cross
- City Cross

Toutes comprennent au minimum 4 airbags, l'ABS avec assistance au freinage d'urgence et comme sur toutes les voitures Fiat, la direction surassistée « City » (jusqu'à 50 km/h) en ville. La Panda dispose, en option, d'un radar de sécurité anticollision qui détecte tout obstacle présent sur la chaussée avec freinage automatique.

## Séries spéciales
- Antartica (2013, base de 4x4) [27];
- K-Way (2015) [28];
- Waze (2018, base de City Cross)[29];

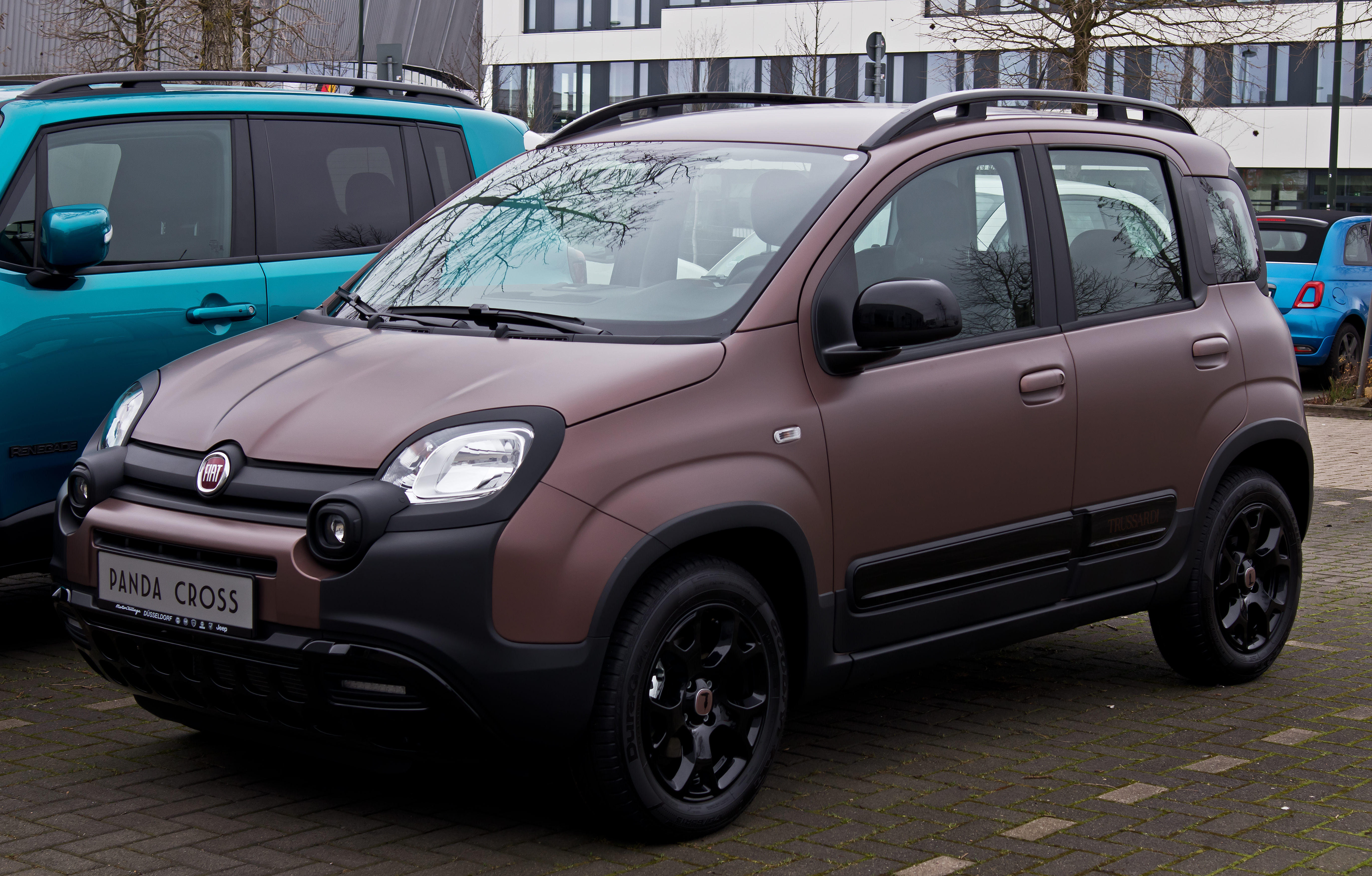
Fiat Panda III City Cross Trussardi.

- Trussardi (2019, base de City Cross)[30];
- Launch Edition (2020, base de City Cross) ;
- RED (base de City Cross)[31]
- Garmin (2022, base de City Cross)[32]
- 4x40 (2023, 40e anniversaire, base de Cross)[33]

## Sécurité
La Fiat Panda 2012 a remporté 4 étoiles au crash-test Euro NCAP. Depuis 2009, il est nécessaire d'avoir un correcteur électronique de trajectoire (ESP) pour obtenir 5 étoiles, alors que la Panda de base offrait l'ESP uniquement en option. Désormais, l'ESP est de série, conformément à la règlementation.
Par contre, en novembre 2013, Fiat a obtenu le prix Euro NCAP Advanced Reward 2013 pour le système de freinage autonome d'urgence Fiat City Brake Control monté en série sur les modèles Fiat Panda et Fiat 500L.
Ce système, breveté avec le groupe italien Magneti Marelli, permet un freinage d'urgence autonome lorsque la vitesse de la voiture ne dépasse pas 30 km/h. Le Fiat City Brake Control utilise le capteur optique lidar (Light Detection And Ranging - détection et télémétrie par la lumière) placé en haut du pare-brise pour contrôler sur une distance de 10/12 mètres devant la voiture, la présence d'obstacles qui pourraient constituer un risque de collision. Si le risque est avéré et que le conducteur ne réagit pas, le système pré-charge automatiquement le système de freinage pour garantir un freinage rapide et puissant. Si la collision est imminente, le système augmente l'HBA (Hydraulic Brake Assist) pour réduire au maximum la distance de freinage. Enfin, si le conducteur ne réagit toujours pas, le Fiat City Brake Control freine automatiquement en déclenchant deux signaux de détresse, un signal acoustique et un témoin lumineux sur le tableau de bord pour signaler au conducteur que le système s'est déclenché en absence de réaction de sa part face au danger imminent. À une vitesse comprise entre 5 et 20 km/h, les freins appliquent une décélération de 10 ms−2, entre 20 et 30 km/h, la décélération est de 6 ms−2. Si, même très peu de temps avant la collision, le conducteur agit sur le frein de la voiture, le Fiat City Brake Control optimise le freinage pour éviter la collision.
En 2018, Euro NCAP a changé ses règles de calcul pour l’attribution des étoiles. Si certains dispositifs ont un rapport évident avec la sécurité comme l’avertisseur de changement de ligne, d’autres sont sujets à caution comme le régulateur de vitesse. Enfin, de nouveaux tests comme la protection des piétons, pour lesquels la Panda n'a pas été conçue, lui fait perdre beaucoup de points, malgré la sécurité du conducteur et des passagers inchangée.
Ainsi la Fiat Panda, qui, en 2019, est la seule petite citadine testée depuis le changement des règles, n'a obtenu aucune étoile aux tests Euro NCAP version 2018 dans sa version de base d'entrée de gamme.

## Motorisations
|                            |                             | 1.3 JTD 75               | 1.3 JTD 80               | 1.3 JTD 95               | 0.9 65              | 0.9 80NP*                 | 0.9 85                    | 0.9 85                    | 0.9 90                    | 1.0 BSG (Hybrid)    | 1.2 69EP*           |
| -------------------------- | --------------------------- | ------------------------ | ------------------------ | ------------------------ | ------------------- | ------------------------- | ------------------------- | ------------------------- | ------------------------- | ------------------- | ------------------- |
| Moteur                     |                             | 4-cylindres turbo diesel | 4-cylindres turbo diesel | 4-cylindres turbo diesel | 2-cylindres essence | 2-cylindres turbo essence | 2-cylindres turbo essence | 2-cylindres turbo essence | 2-cylindres turbo essence | 3-cylindres essence | 4-cylindres essence |
| Cylindrée                  |                             | 1 248 cm3                | 1 248 cm3                | 1 248 cm3                | 964 cm3             | 875 cm3                   | 875 cm3                   | 875 cm3                   | 875 cm3                   | 999 cm3             | 1 242 cm3           |
| Puissance maximale         |                             | 75 ch (55kW)             | 80 ch (59kW)             | 95 ch (70kW)             | 65 ch (48 kW)       | 80 ch (59kW)              | 85 ch (62,5kW)            | 85 ch (62,5kW)            | 90 ch (66kW)              | 70 ch (51kW)        | 69 ch (51kW)        |
| au régime de               |                             | 4.000 tr/min             | 4.000 tr/min             | 3.750 tr/min             | 6.250 tr/min        | 5.500 tr/min              | 5.500 tr/min              | 5.500 tr/min              | 5.500 tr/min              | 6.000 tr/min        | 5.000 tr/min        |
| Couple maximal             |                             | 190 N m                  | 190 N m                  | 200 N m                  | 88 N m              | 140 N m                   | 145 N m                   | 145 N m                   | 145 N m                   | 92 N m              | 102 N m             |
| au régime de               |                             | 1.500 tr/min             | 1.500 tr/min             | 1.500 tr/min             | 3.500 tr/min        | 2.500 tr/min              | 1.900 tr/min              | 1.900 tr/min              | 1.900 tr/min              | 4.000 tr/min        | 2.500 tr/min        |
| Distribution               |                             | Chaîne                   | Chaîne                   | Chaîne                   | Chaîne              | Chaîne                    | Chaîne                    | Chaîne                    | Chaîne                    | Chaîne              | Courroie            |
| Boîte de vitesses          |                             | BVM5                     | BVM5                     | BVM5                     | BVM5                | BVM5                      | BVM5                      | BVA5                      | BVM5                      | BVM6                | BVM5                |
| Vitesse maxi (en km/h)     | Panda Panda.Cross Panda 4x4 | 168 - 159                | - 159 -                  | 182 167                  | 160 -               | 168 -                     | 177 - 166                 | 177 -                     | - 167 -                   | - 155 -             | 164 - 145           |
| 0-100 km/h (en sec)        | Panda Panda.Cross Panda 4x4 | 12.8 - 14.5              | - 14.5 -                 | 11 12.5                  | 15.7 -              | 12.8 -                    | 11.2 - 12.1               | 11.2 -                    | - 12 -                    | - 14.7 -            | 14.2 - 15.3         |
| Consommation (en L/100 km) | Panda Panda.Cross Panda 4x4 | 3.9 - 4.7                | - 4.7 -                  | 3.6 4.4                  | 4.2 -               | 4.8 -                     | 4.2 - 4.9                 | 4.1 -                     | - 4.9 -                   | - 5.6 -             | 6.6 - 6.3           |
| Émissions de CO2 (en g/km) | Panda Panda.Cross Panda 4x4 | 104 - 124                | - 124 -                  | 94 117                   | 99 -                | 85 -                      | 99 - 114                  | 95 -                      | - 114 -                   | - -                 | 119 - 139           |
| Panda                      |                             | Oui                      | Non                      | Oui                      | Oui                 | Oui                       | Oui                       | Oui                       | Non                       | -                   | Oui                 |
| Panda.4x4.Cross            |                             | Non                      | Oui                      | Oui                      | Non                 | Non                       | Non                       | Non                       | Oui                       | -                   | Non                 |
| Panda 4x4                  |                             | Oui                      | Non                      | Oui                      | Non                 | Non                       | Oui                       | Non                       | Non                       | -                   | Oui                 |

Nota (*) : 
- le modèle 0.9 - 80 NP - Natural Power fonctionne au méthane ou biométhane qui a été désignée Best Green Engine of the Year 2013[37],
- le modèle 1.2 69 EP - Easy Power est une variante de la version de base 1.2 69 qui peut fonctionner indifféremment à l'essence ou au GPL.

## Production
La production de ce nouveau modèle est assurée par l'usine Giambattista Vico de Pomigliano d'Arco près de Naples. La cadence de fabrication est de 1 000 exemplaires par jour. L'ancienne version, la Fiat Panda II de 2003 qui est restée au catalogue du constructeur le premier trimestre 2012, était produite en Pologne dans l'usine de Tychy. Le retour de cette fabrication sur le sol italien fait partie de la volonté du constructeur de renforcer ses racines nationales avec son programme « Fabbrica Italia »[réf. nécessaire].
Le 17 novembre 2017, Fiat a fêté le millionième exemplaire fabriqué, une Fiat Panda City Cross.
La gamme Panda 2017 se compose d'un choix entre 5 motorisations : 2 moteurs essence (900/1200 cm3), 1 diesel, 1 essence/méthane et 1 essence/GPL, 6 configurations : Pop, Easy, Lounge, Urban look, City Cross et 4x4, 2 modes de traction : traction avant ou 4x4, et 2 boîtes de vitesses : manuelle à 5 rapports ou automatique Dualogic. En 2017, la Fiat Panda est l'automobile la plus vendue en Europe de sa catégorie[réf. nécessaire].
Dès le 8 janvier 2020, la gamme Panda s'enrichit avec une motorisation hybride sur les modèles "Launch Edition" et "City Cross".

## Fiat Panda Natural Power

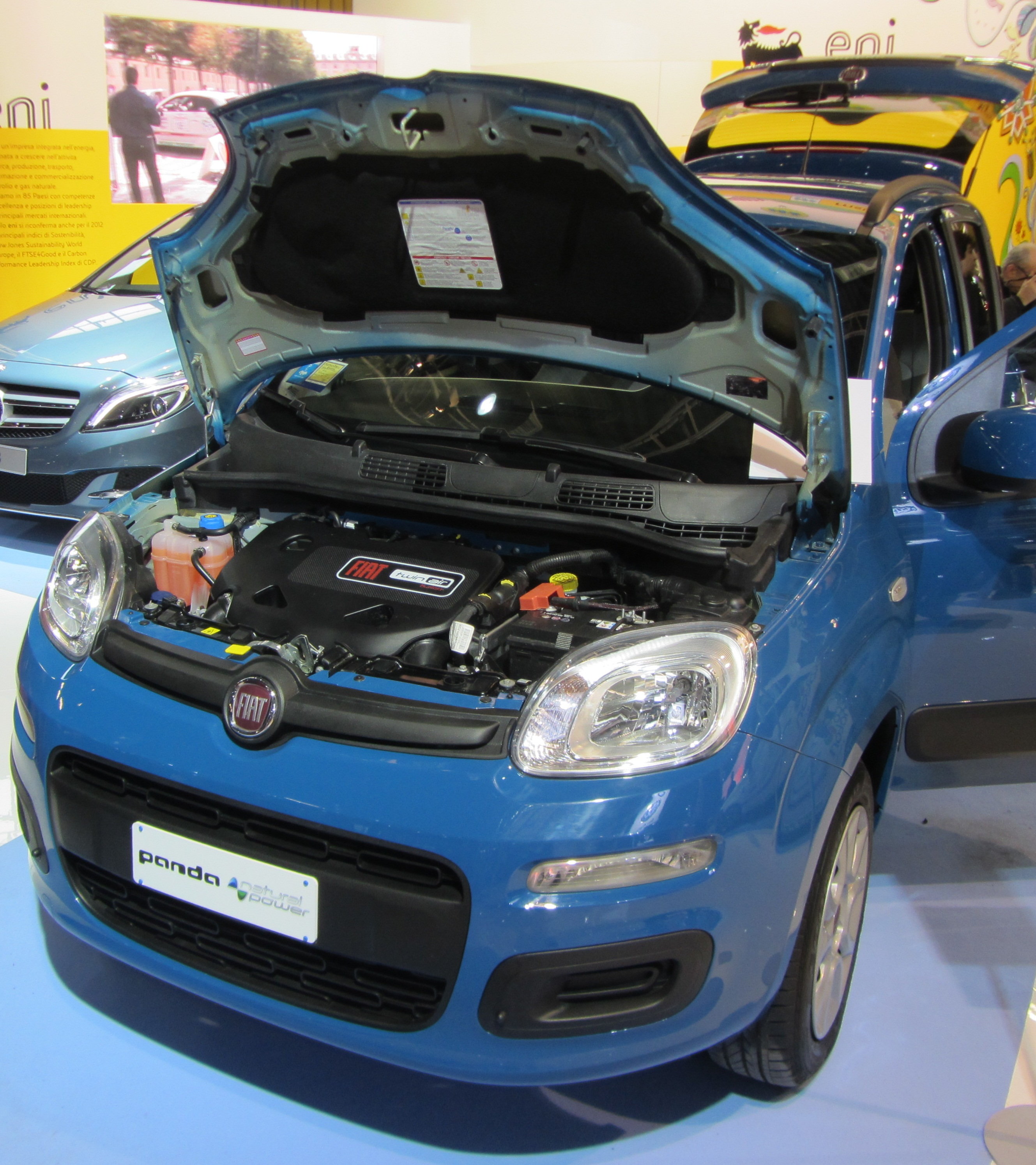
Le modèle Natural Power® dispose d'une double alimentation essence/méthane est équipé d'un moteur Fiat bicylindre SGE TwinAir Turbo 0,9 de 80 Ch

Cette version de la Panda 4x4 NP présente une nouveauté très importante qui la différentie du reste de la gamme. L'ordinateur de bord permet au conducteur de gérer directement le principe de traction. La traction intégrale comporte le dispositif Torque on demand et comporte deux différentiels et un joint électronique inédit. Le système de stabilité est doté du différentiel blocable électroniquement ELD (Electronic Locking Differential). Pratiquement, ce qui est à disposition du conducteur, le nouveau système permet de sélectionner à son gré l'assiette et le comportement de la voiture, le type de traction, en activant le levier sur une des 3 possibilités: Auto, Lock et Hill Descent. La première sélection laisse à l'ordinateur le choix d'activer la traction sur 4 ou 2 roues motrices selon les conditions relevées par les capteurs, la seconde maintient la traction en position 4x4 jusqu'à 50 km/h, insère l'Electronic Locking Differential (ELD) et inhibe l'ASR et la troisième sélection aide à maintenir constante la vitesse lors des descentes. La voiture adopte en série le dispositif de sécurité breveté par Fiat et récompensé par l'Euro NCAP, le City Brake Control". C'est la première voiture à être équipée en série de ce dispositif important pour la sécurité, jusqu'à présent offert en option sur la Fiat 500L.

## Fiat Panda Hybride
Alors que Sergio Marchionne, l'ancien patron du groupe italien, décédé en 2018, avait toujours refusé de mettre sur le marché mondial des modèles électriques, la nouvelle direction a fait aboutir plusieurs études de motorisations électriques et hybrides lancées depuis longtemps. Fiat avait lancé sa première voiture 100% électrique produite en série, la Panda Elettra, dès février 1990.
Le 8 janvier 2020, Fiat présente et commercialise deux modèles micro-hybrides : la Panda, sur la base de la Panda City Cross et la 500. La motorisation est composée du tout nouveau moteur thermique Fiat FireFly 1.0L à 3 cylindres atmosphérique dont la puissance est de 70ch DIN avec le système électrique BSG 12 volts. La consommation tout comme les émissions de gaz polluants de cette nouvelle motorisation sont réduits de 30% par rapport au 1.2L FIRE, selon les valeurs d'homologation des nouveaux modèles. Le prix catalogue des véhicules livrés à partir du 10 janvier 2020 débute à 10.900 euros.
Dans le but de rendre le véhicule encore plus vert, le constructeur soigne l'habitacle de la Panda en lui offrant des sièges revêtus de matériaux recyclés, tout comme la planche de bord.
Ce premier pas du géant turinois marque une étape importante dans l'histoire de Fiat qui va se poursuivre avec la présentation imminente, au prochaine Salon de Genève début mars 2020, de la nouvelle Fiat 500 électrique qui est produite dans les ateliers aménagés sur le site Fiat Mirafiori à Turin.
La gamme comprend les modèles Panda de base, City Cross et Cross 4x4 en finition "Launch Edition".

### Le nouveau moteur thermique Fiat FireFly 1.0
Ce nouveau moteur modulaire répond aux futurs critères d'homologation. 3 cylindres, d'une cylindrée de 999 cm3, il développe dans cette version micro-hybride une puissance de 70ch à 6000tr/min, avec un couple de 92 N m à 3 500 tr/min. Il comporte un arbre à cames en tête avec un variateur de phase continu, actionnant 2 soupapes par cylindre disposant d'un taux de compression de 12:1 qui procure au moteur un rendement particulièrement élevé. L'ensemble est réalisé en alliage léger dont le poids est de seulement 77 kg.
L'ancien moteur FIRE avait été conçu pour réduire le nombre de pièces au maximum. Ce FireFly continue dans cette optique avec 1 seul arbre à cames et ses 2 soupapes par cylindre, quand beaucoup de moteurs concurrents ont 2 arbres à cames et 4 soupapes par cylindres, sans oublier son collecteur d'échappement intégré à la culasse.
Plus de courroie de distribution, mais une chaine silencieuse, pour réduire l'entretien.
Le système BSG (belt starter generator) est comme son nom l'indique, un alterno-démarreur de 3,6kW relié au vilebrequin par la courroie d'accessoire. Le système permet de récupérer l'énergie en phase de freinage (fonction e-braking) mais aussi en décélération (fonction e-coasting), celle-ci est stockée dans une batterie 12V lithium-ion de 11 Ah placée sous le siège conducteur. Il redémarre le moteur thermique et l'aide lors de l'accélération (fonction e-assist). Le moteur thermique s'arrête également lorsque la vitesse de la voiture est inférieure à 30 km/h, en plaçant le levier de vitesses au point mort (fonction sailing). Dans ce mode roue libre, l'énergie électrique est fournie par la batterie auxiliaire. La boîte de vitesses comporte 6 rapports et la gestion du fonctionnement hybride est géré par l'ordinateur de bord. C'est en fait un système Stop&Start optimisé.

## Rallyes
La Panda est engagées dans de nombreux rallyes comme :
- le rallye Paris-Dakar 2017 ;
- le Rallye de Suède 2015 sur neige ;
- le rallye amateur Panda Raid 2017, 2019, à travers le Maroc sur une distance de 3 000 km avec 250 à 300 participants.

## Records
- Le Cap - Londres

En février 2013, dans le but de recueillir des fonds pour l'association « Farm Africa », deux pilotes britanniques Philip Young et Paul Brace ont parcouru en Fiat Panda Air la distance de 16.576 km entre Le Cap en Afrique du Sud et Londres.
Partis le 1er février 2013, ils ont traversé 13 pays : l'Afrique du Sud, le Botswana, la Zambie, la Tanzanie, le Kenya, l'Éthiopie, le Soudan, l'Égypte, la Libye, la Tunisie, l'Italie, la France et la Grande-Bretagne. À bord d'une Fiat Panda Twin Air de 85 Ch dont la seule modification a consisté à ajouter un réservoir d'essence supplémentaire pour éviter les arrêts trop fréquents, ils ont parcouru le trajet de 16.576 km en une seule traite en 10 jours 13 heures et 28 minutes, sans arrêt sauf pour le ravitaillement en carburant. C'est un record mondial. Ils ont parcouru en moyenne 1 600 km par jour se relayant au volant de leur Fiat Panda à la moyenne de 64,37 km/h, sur route et surtout sur piste.
- Turin - Sotchi

En janvier 2014, pour fêter les trente ans et les 500 000 exemplaires de la Fiat Panda 4x4, le groupe Fiat et le groupe d'édition multimédia Vice Media ont organisé le "Rallye Panda-to-Sotchi" depuis le Fiat Mirafiori MotorVillage de Turin jusqu'à Sotchi en Russie où allaient avoir lieu les jeux olympiques d'hiver en février 2014. Une simple Fiat Panda 4x4 Antartica de série, essence TwinAir 900 cm3 85 Ch a été confiée aux participants qui devaient faire un reportage photo avec un smartphone. L'équipe a fait étape dans 16 sites européens différents, dont certains méconnus du grand public. Le voyage a pu être suivi sur le site : www.fiatfreestyleteam.com.
- PanDakar

Pour la première fois dans l'histoire du Dakar, la pandakar, une citadine dérivée d'une voiture de série a franchi la ligne d'arrivée du plus grand raid au monde qui traverse l'Argentine, la Bolivie et le Paraguay, dans des conditions climatiques extrêmes. Etroitement dérivée de la Fiat Panda 4x4 Cross de série, équipée du moteyur diesel 1,3 MultiJet développant 180 Ch, elle a bénéficié de quelques modifications pour l'adapter aux exigences de la compétition. La Pandakar a affronté tous les défis de ce rallye raid extrême où sur les 93 équipages au départ, seuls 53 ont terminé la course. Le team Orobica Raid avec sa Pandakar a fini l'épreuve à la 51ème place.
Le projet PandaKar a été mené par le team Orobica Raid avec Giulio Verzeletti, pilote spécialiste des raids longue distance (www.pandakar.it).